# Zunanji trdi disk
Zunanji trdi disk (ang. external Hard disc drive ali external HDD) je prenosljiva naprava za shranjevanje podatkov. Deluje po istem principu kot običajni "fiksni" (notranji) trdi disk. Zunanji trdi diski se uporabljajo za shranjevanje podatkov, ali pa prenašanje podatkov med računalniki ali drugimi multimedijskimi napravami, kot npr. igralne konzole. Večina sodobnih televizij lahko predvaja filme v različnih formatih iz zunanjega diska.
Po navadi se jih z računalnikom poveže preko USB vmesnika, obstajajo pa tudi Firewire in drugi vmesniki. Nekateri modeli se napajajo preko USB vmesnika, drugi pa potrebujejo napajanje iz električnega omrežja. Nekateri USB-napajojoči diski so imeli "Y" konektor, ki se je na priključil na dva USB-ja za večjo moč.
Kapaciteta so od 160 GB do 6 TB; tipične kapacitete so 160 GB, 250 GB, 320 GB, 500 GB, 640 GB, 750 GB, 1 TB, 2 TB, 3 TB, 4 TB, 5 TB in 6 TB.
Starejši zunanji trdi diski so uporablji USB 2.0 vmesnik, ki je bil nekoliko počasnejši. Novi modeli uporabljajo USB 3.0, ki omogoča okrog 100 MB/s prenosa podatkov. USB 3.0 se prepozna po modri barvi konektorja. 